# Jazmin Carlin
Pour les articles homonymes, voir Carlin (homonymie).
Jazmin Carlin, parfois surnommée Jazz Carlin, née le 17 septembre 1990 à Swindon, est une nageuse britannique spécialiste de nage libre.

## Carrière
Jazmin Carlin est née à Swindon, dans le Wiltshire. Elle est retournée « chez elle » à Swansea, au Pays de Galles, avec ses parents en 2006, où elle s'entraîne à la Wales National Pool. Lors de ses débuts internationaux aux Championnats d'Europe en petit bassin 2005 à Trieste, Carlin a été éliminée dans les séries du 200 et 400 mètres nage libre. Aux Jeux du Commonwealth de 2006, en compétition pour Pays de Galles, elle a terminé huitième du 800 mètres nage libre et a terminé troisième dans les séries des 400 mètres nage libre. Avec Bethan Coole, Julie Gould et Cari-Fflur Davies elle a terminé sixième dans le 4 x 200 m nage libre. Aux Championnats d'Europe en petit bassin 2008 à Rijeka, Carlin a été éliminé dans les séries des 200 et 400 mètres nage libre. Aux Championnats du monde 2009 disputés à Rome, Carlin, avec Joanne Jackson, Caitlin McClatchey et Rebecca Adlington a remporté la médaille de bronze dans le 4 x 200 m nage libre avec un temps de 7 minutes 45 secondes 51, soit le nouveau record d'Europe. 
Aux Jeux du Commonwealth de 2010, Carlin a remporté une médaille d'argent au 200 mètres nage libre et une médaille de bronze au 400 mètres nage libre . En 2014, elle devient championne d'Europe du 800 m nage libre.

## Palmarès

### Jeux olympiques

#### Grand bassin
- Jeux olympiques 2016 à Rio de Janeiro (Brésil) :
  -  Médaille d'argent du 400 m nage libre.
  -  Médaille d'argent du 800 m nage libre.

### Championnats du monde

#### Grand bassin
- Championnats du monde 2009 à Rome (Italie) :
  -  Médaille de bronze du relais 4 × 200 m nage libre.
- Championnats du monde 2015 à Kazan (Russie) :
  -  Médaille de bronze du 800 m nage libre.

#### Petit bassin
- Championnats du monde 2014 à Doha (Qatar) :
  -  Médaille d'argent du 800 m nage libre.

### Championnats d'Europe

#### Grand bassin
- Championnats d'Europe 2010 à Budapest (Hongrie) :
  -  Médaille de bronze du relais 4 × 200 m nage libre.
- Championnats d'Europe 2014 à Berlin (Allemagne) :
  -  Médaille d'or du 800 m nage libre.
- Championnats d'Europe 2016 à Londres (Royaume-Uni) :
  -  Médaille d'argent du 400 m nage libre.
  -  Médaille d'argent du 800 m nage libre.

#### Petit bassin
- Championnats d'Europe 2015 à Netanya (Israël) :
  -  Médaille d'or du 400 m nage libre.
  -  Médaille d'or du 800 m nage libre.

### Jeux du Commonwealth
- Jeux du Commonwealth de 2010 à Delhi (Inde) : 
  -  Médaille d'argent au 200 m nage libre.
  -  Médaille de bronze au 400 m nage libre.